# Krai de Stavropol
O krai de Stavropol (russo:  Ставропо́льский край, tr. Stavropólski krai; IPA: [stəvrɐˈpolʲskʲɪj kraj])) é uma divisão federal da Federação da Rússia. Foi criado em 12 de janeiro de 1943. Geograficamente situado na região da Ciscaucásia, no sul da Rússia, é administrativamente parte do Distrito Federal do Cáucaso do Norte. A população do krai era de 2 786 281 habitantes, de acordo com o censo populacional de 2010.
A cidade de Stavropol é a capital e maior cidade do krai, e Piatigorsk é o centro administrativo do Distrito Federal do Cáucaso do Norte.
O krai de Stavropol faz fronteira a oeste com o krai de Crasnodar, a noroeste com o oblast de Rostov, a norte com a Calmúquia, a leste com o Daguestão, e a sul com a Chechénia, Inguchétia, Ossétia do Norte-Alânia, Cabárdia-Balcária e Carachai-Circássia.
É uma das divisões federais mais etnicamente diversificadas, com trinta-e-três grupos étnicos diferentes com mais de {fmtn|{2000|indivíduos}} cada.
A parte ocidental do krai é considerada parte da região histórica de Kuban, território tradicional dos cossacos de Kuban, e mais de metade da população do krai habita na bacia hidrográfica do rio Kuban.